# Sant Martí de Llémena
Sant Martí de Llémena – gmina w Hiszpanii, w prowincji Girona, w Katalonii, o powierzchni 43,62 km². W 2011 roku gmina liczyła 596 mieszkańców.